# Trypeticus pooti
Trypeticus pooti är en skalbaggsart som beskrevs av Kanaar 2003. Trypeticus pooti ingår i släktet Trypeticus och familjen stumpbaggar. Inga underarter finns listade i Catalogue of Life.